# Diudkowo (przystanek kolejowy)
Diudkowo (ros. Дюдьково) – przystanek kolejowy w mikrorejonie Diutkowo, w miejscowości Zwienigorod, w rejonie odincowskim, w obwodzie moskiewskim, w Rosji. Położony jest na Wielkim Pierścieniu Kolei Moskiewskiej.
Dawniej stacja kolejowa.